# Chapulear

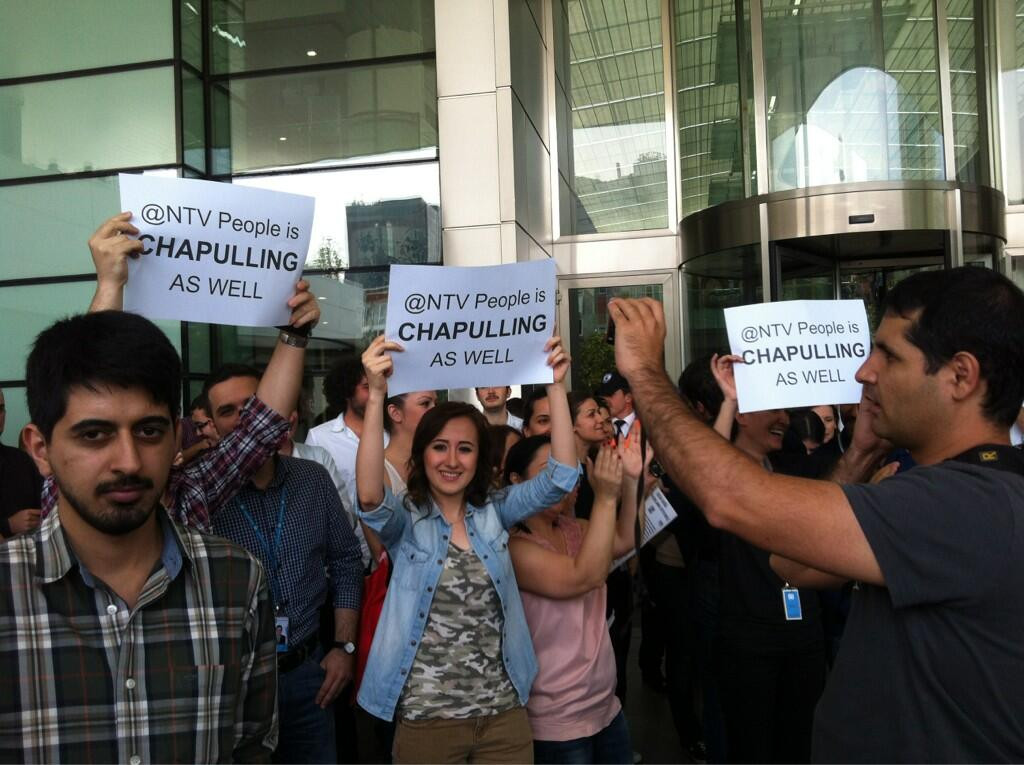
Trabajadores de NTV - "chapulling".

Chapulear o chapular (del turco: çapulcu AFI: [t͡ʃapuɫd͡ʒu], plural: çapulcular saqueador) es un neologismo derivado de las protestas de 2013 en Turquía después del uso del primer ministro Erdoğan de la palabra çapulcu (que podría traducirse como saqueador o merodeador o vagabundo como actual) para describir a los manifestantes. La palabra echó raíces rápidamente, adoptada como anglicismo por los manifestantes con un nuevo significado: la lucha por sus derechos.

## Historia
La noche del lunes 27 de mayo de 2013 cerca de 50 personas participaron en una sentada para salvar el Parque Taksim Gezi, que iba a ser destruido para construirse en su lugar un centro comercial. Tras ser violentamente reprimidos por la policía, ganaron la atención de las redes sociales y de la sociedad turca en general, iniciándose una ola de protestas que se expandió a otras ciudades.
El primer ministro Recep Tayyip Erdoğan dijo en un discurso en referencia a los manifestantes:

No podemos simplemente ver algunos merodeadores (saqueadores o vagabundos) incitando a nuestro pueblo [...] Sí, también vamos a construir una mezquita no necesito permiso para ello.. ;.. ni del jefe del Partido Republicano del Pueblo (CHP), ni de unos pocos merodeadores (saqueadores o vagabundos) tomé el permiso del cincuenta por ciento de los ciudadanos que nos han elegido como el partido de gobierno

Los manifestantes rápidamente decidieron tomar el término para describir a sí mismos como çapulcu y alteran el significado. En pocos días, el término que suele tener un significado negativo se convirtió en un término positivo de la autoidentificación. Los partidarios internacionales de los eventos del Parque de Gezi tomaron fotos de ellos con mensajes de Yo soy 'çapulcu', así y las han colocado en los medios sociales, dirigidas a los manifestantes en Turquía. Cem Boyner, Presidente del Boyner Holding, apoyó el movimiento por la celebración de una bandera : Yo no soy ni de derechas ni de izquierdas, soy un chapuleador. El lingüista y activista estadounidense Noam Chomsky mostró su apoyo a los manifestantes en un vídeo en que se identificó como un çapulcu en solidaridad, dando el mensaje de que todo el mundo es Taksim, en todas partes está la resistencia.

## Canción de Chapulear
Después de las protestas, surgió una canción que se llama Everyday I'm chapulling (todos los días estoy chapuleando) se hizo muy popular en Turquía.